# Andrew Bryniarski
Andrew Bryniarski (n. 13 februarie 1969) este un actor american și un fost culturist de origine rusă.

## Filmografie
| An                           | Titlu                                     | Rol                             | Note |
| ---------------------------- | ----------------------------------------- | ------------------------------- | ---- |
| 1990                         | Dragonfight                               | Spectator                       |      |
| 1991                         | Necessary Roughness                       | Wyatt Beaudry                   |      |
| 1991                         | Hudson Hawk                               | Butterfinger                    |      |
| 1992                         | Batman Returns                            | Charles "Chip" Shreck           |      |
| 1993                         | Cyborg 3: The Recycler                    | Jocko                           |      |
| 1993                         | The Program                               | Steve Lattimer                  |      |
| 1994                         | Street Fighter                            | Zangief                         |      |
| 1995                         | Higher Learning                           | Knocko                          |      |
| 1999                         | Any Given Sunday                          | Patrick "Madman" Kelly          |      |
| 2001                         | Pearl Harbor                              | Joe, Boxer                      |      |
| 2002                         | Black Mask 2: City of Masks               | Iguana/Daniel Martinez          |      |
| 2002                         | Scooby Doo                                | Cavern Henchman                 |      |
| 2002                         | Rollerball                                | Halloran                        |      |
| 2002                         | Firefly                                   | Crow (episodul "The Train Job") |      |
| 2002                         | The Lobo Paramilitary Christmas Special   | Lobo                            |      |
| 2003                         | 44 Minutes: The North Hollywood Shoot-Out | Larry Eugene Phillips, Jr.      |      |
| 2003 \| Masacrul din Texas]] | Thomas "Față de Piele" Hewitt             |                                 |      |
| 2004                         | The Curse of El Charro                    | El Charro                       |      |
| 2005                         | Seven Mummies                             | Blade                           |      |
| 2006                         | Bachelor Party Vegas                      | Securitate                      |      |
| 2006                         | Masacrul din Texas: Începutul             | Thomas "Față de Piele" Hewitt   |      |
| 2008                         | Chasing 3000                              | Membru Gang                     |      |
| 2008                         | Stiletto                                  | Nazi Biker 'Killer'             |      |
| 2008                         | Bram Stoker's Dracula's Guest             | Contele Dracula                 |      |
| 2010                         | Mother's Day                              | (post-producție)                |      |